# PGC 2
LEDA/PGC 2  ist eine Balken-Spiralgalaxie vom Hubble-Typ SBb im Sternbild Andromeda am Nordsternhimmel. Sie ist rund 233 Millionen Lichtjahre von der Milchstraße entfernt und hat einen Durchmesser von etwa 130.000 Lichtjahren.
Das Objekt ist Mitglied der Galaxiengruppe WBL 729, einer Gruppe von gravitativ aneinander gebundenen Galaxien mit einer durchschnittlichen Radialgeschwindigkeit von etwa 5020 km/s. Dieser Gruppe gehören auch PGC 18, PGC 676, PGC 73195 und IC 1525 an.